# Shaun Goater
Shaun Goater (Hamilton, Bermudas; 25 de febrero de 1970) es un exfutbolista y entrenador de fútbol de Bermudas que jugaba en la posición de delantero. Actualmente es el entrenador del equipo juvenil del Manchester City FC.

## Carrera

### Club

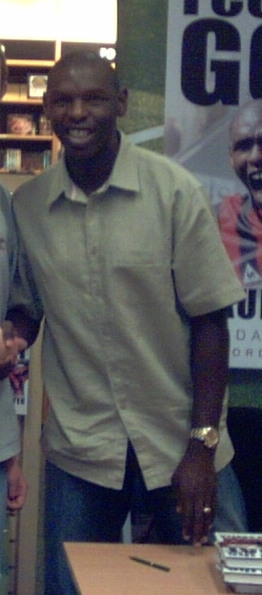
Goater en una firma de libros en septiembre de 2006.

| Periodo   | Club                        |
| --------- | --------------------------- |
| 1989      | Manchester United FC        |
| 1989–1996 | Rotherham United FC         |
| 1993      | → Notts County FC (cedido)  |
| 1996–1998 | Bristol City FC             |
| 1998–2003 | Manchester City FC          |
| 2003–2005 | Reading FC                  |
| 2005      | → Coventry City FC (cedido) |
| 2005–2006 | Southend United FC          |
| 2007–2008 | Bermuda Hogges              |
| 2008–2010 | North Village Rams          |

### Selección nacional
Debutó en 1987 a los 17 años en un partido ante Canadá, disputó la clasificación de Concacaf para la Copa Mundial de Fútbol de 1994 siendo en ese momento el único jugador profesional de la selección. Jugaría con Bermudas hasta el 2004 registrando 22 partidos y anotó 20 goles, aunque otras fuentes dicen que jugó 36 partidos y anotó 32 goles, aunque en ambos casos resulta ser el segundo goleador histórico de la selección nacional.

### Entrenador
| Periodo   | Club                        |
| --------- | --------------------------- |
| 2008–2013 | North Village Rams          |
| 2015      | New Mills AFC (asistente)   |
| 2017      | Ilkeston FC                 |
| 2020-     | Manchester City FC (sub-20) |

## Vida personal
Goater está casado con Anita, su novia de la infancia, y tiene dos hijas gemelas, Amaya y Anais (nacidas el 3 de octubre de 2000 en Wythenshawe, Mánchester). Le fue otorgada la Orden del Imperio Británico en 2003 por sus servicios al deporte y la juventud en Bermudas. Su autobiografía, Feed the Goat: The Shaun Goater Story fue publicada en septiembre de 2006.

## Estadísticas

### Goles internacionales
| N.º | Fecha                   | Sede                                                | Rival                     | Gol | Resultado | Torneo                                               |
| --- | ----------------------- | --------------------------------------------------- | ------------------------- | --- | --------- | ---------------------------------------------------- |
| 1   | 13 de abril de 1989     | Bermuda National Stadium, Hamilton, Bermudas        | Barbados                  | 2–1 | 2–1       | Daily Nation Trophy                                  |
| 2   | 13 de mayo de 1990      | Mindoo Phillip Park, Castries, Santa Lucía          | Santa Lucía               | 1–0 | 2–0       | 1990 Caribbean Cup qualification                     |
| 3   | 13 de mayo de 1990      | Mindoo Phillip Park, Castries, Santa Lucía          | Santa Lucía               | 2–0 | 2–0       | 1990 Caribbean Cup qualification                     |
| 4   | 26 de mayo de 1990      | Bermuda National Stadium, Hamilton, Bermudas        | Barbados                  | 1–1 | 1–1       | 1990 Caribbean Cup qualification                     |
| 5   | 29 de mayo de 1990      | Bermuda National Stadium, Hamilton, Bermudas        | Barbados                  | 1–0 | 3–0       | 1990 Caribbean Cup qualification                     |
| 6   | 29 de mayo de 1990      | Bermuda National Stadium, Hamilton, Bermudas        | Barbados                  | 2–0 | 3–0       | 1990 Caribbean Cup qualification                     |
| 7   | 29 de mayo de 1990      | Bermuda National Stadium, Hamilton, Bermudas        | Barbados                  | 3–0 | 3–0       | 1990 Caribbean Cup qualification                     |
| 8   | 4 de febrero de 1992    | Bermuda National Stadium, Hamilton, Bermudas        | Noruega                   | 1–3 | 1–3       | Amistoso                                             |
| 9   | 26 de abril de 1992     | Bermuda National Stadium, Hamilton, Bermudas        | Haití                     | 1–0 | 1–0       | Clasificación para la Copa Mundial de Fútbol de 1994 |
| 10  | 25 de mayo de 1992      | Stade Sylvio Cator, Port-au-Prince, Haití           | Haití                     | 1–0 | 1–2       | Clasificación para la Copa Mundial de Fútbol de 1994 |
| 11  | 4 de julio de 1992      | Bermuda National Stadium, Hamilton, Bermudas        | Antigua y Barbuda         | 1–1 | 2–1       | Clasificación para la Copa Mundial de Fútbol de 1994 |
| 12  | 4 de julio de 1992      | Bermuda National Stadium, Hamilton, Bermudas        | Antigua y Barbuda         | 2–1 | 2–1       | Clasificación para la Copa Mundial de Fútbol de 1994 |
| 13  | 1 de noviembre de 1992  | Estadio Cuscatlán, San Salvador, El Salvador        | El Salvador               | 1–4 | 1–4       | Clasificación para la Copa Mundial de Fútbol de 1994 |
| 14  | 8 de noviembre de 1992  | Independence Park, Kingston, Jamaica                | Jamaica                   | 2–2 | 2–3       | Clasificación para la Copa Mundial de Fútbol de 1994 |
| 15  | 15 de noviembre de 1992 | Swangard Stadium, Burnaby, Canadá                   | Canadá                    | 1–3 | 2–4       | Clasificación para la Copa Mundial de Fútbol de 1994 |
| 16  | 5 de marzo de 2000      | Sherly Ground, Road Town, Islas Vírgenes Británicas | Islas Vírgenes Británicas | 3–0 | 5–1       | Clasificación para la Copa Mundial de Fútbol de 2002 |
| 17  | 5 de marzo de 2000      | Sherly Ground, Road Town, Islas Vírgenes Británicas | Islas Vírgenes Británicas | 4–0 | 5–1       | Clasificación para la Copa Mundial de Fútbol de 2002 |
| 18  | 5 de marzo de 2000      | Sherly Ground, Road Town, Islas Vírgenes Británicas | Islas Vírgenes Británicas | 5–1 | 5–1       | Clasificación para la Copa Mundial de Fútbol de 2002 |
| 19  | 31 de marzo de 2004     | Bermuda National Stadium, Hamilton, Bermudas        | Nicaragua                 | 1–0 | 3–0       | Amistoso                                             |
| 20  | 31 de marzo de 2004     | Bermuda National Stadium, Hamilton, Bermudas        | Nicaragua                 | 2–0 | 3–0       | Amistoso                                             |

## Logros

### Jugador
Rotherham United
- Football League Trophy: 1995–96

Manchester City
- Football League First Division: 2001–02

Southend United
- Football League One: 2005–06[6][7]

Individual
- Goleador de la Football League First Division: 2001–02
- PFA Team of the Year: 1997–98, 2001–02
- Jugador del Año del Manchester City: 1999-00[4]
- Orden del Imperio Británico: 2003[15]

### Entrenador
North Village Rams
- Bermudian Premier Division: 2010–11
- Charity Shield (Super Cup): 2010–11
- Dudley Eve Trophy: 2009–10, 2010–11
- Friendship Trophy: 2009–10, 2010–11, 2011–12